# Harry Sundberg
Pour les articles homonymes, voir Sundberg.
Harry Sundberg, né le 9 janvier 1898 à Stockholm et mort le 16 juin 1945 à Bromma, est un footballeur international suédois. Il évoluait au poste de milieu de terrain.

## Biographie

### En club
Harry Sundberg est joueur du Djurgårdens IF entre 1919 et 1925,.
Il est vainqueur de la Coupe de Suède en 1921.

### En équipe nationale
International suédois, Harry Sundberg dispute 13 matchs et inscrit un but en équipe nationale suédoise de 1922 à 1924,.
Il dispute son premier match en sélection en amical le 28 mai 1922 contre la Pologne (défaite 1-2 à Stockholm), il inscrit un but à cette occasion.
Il fait partie de l'équipe suédoise médaillée de bronze aux Jeux olympiques de 1924 : il dispute cinq matchs durant le tournoi.
Son dernier match en sélection est un amical le 16 novembre 1924 contre l'Italie (match nul 2-2 à Milan).

## Palmarès
| \| Djurgårdens IF - Coupe de Suède (1) : - Champion : 1920-21. \| |  | Suède - Jeux olympiques : - Bronze : 1924. |
| Djurgårdens IF - Coupe de Suède (1) : - Champion : 1920-21.       |  |                                            |